# Астидамија
Астидамија (грч. Αστυδάμεια) је у грчкој митологији било име више личности. 

## Митологија
1. Према Пиндару, била је кћерка Аминтора и Клеобуле. Са Хераклом је имала сина Тлеполема, али се према Аполодору он звао Ктесип. Хигин је навео да је њено име било Астиоха.[1]
2. Акастова супруга, која се заљубила у Пелеја када је дошао у Јолк. Пелеј јој није узвратио љубав, па је она из освете послала поруку Антигони, Пелејевој супрузи да ће се он оженити Стеропом, Акастовом кћерком. Због тога се Антигона обесила, али то није задовољило Астидамију, па је оклеветала Пелеја да је прогони. Због тога га је Акаст одвео на Пелион и тамо оставио без оружја на милост зверима. Међутим, спасио га је кентаур Хирон и он се са војском вратио у Јорк, разорио град и убио Акаста. Астидамију је раскомадао и између делова њеног тела провео своју војску.[2]
3. Кћерка Пелопа и Хиподамије, елидска принцеза, коју је волео Посејдонов син Каукон и са којом је имао сина Лепреја.[3] Аполодор је писао да се Пелопова кћерка удала за Алкеја, Персејевог сина и са њим имала троје деце; Амфитриона, Анаксо и Перимеду.[4]